# Бодо (Чад)
Бодо (фр. Bodo) — город и супрефектура в Чаде, расположенный на территории региона Восточный Логон. Административный центр департамента Восточное Коу.

## Географическое положение
Город находится в южной части Чада, к западу от реки Ниамете, на высоте 508 метров над уровнем моря.
Населённый пункт расположен на расстоянии приблизительно 475 километров к юго-востоку от столицы страны Нджамены.

## Население
По данным официальной переписи 2009 года численность населения Бодо составляла 52 926 человек (25 601 мужчина и 27 325 женщин). Население супрефектуры по возрастному диапазону распределилось следующим образом: 49,7 % — жители младше 15 лет, 46,9 % — между 15 и 59 годами и 3,4 % — в возрасте 60 лет и старше.

## Транспорт
Ближайший аэропорт расположен в городе Дильдо.